# Gymnothorax moluccensis
Gymnothorax moluccensis és una espècie de peix de la família dels murènids i de l'ordre dels anguil·liformes.

## Morfologia
Els mascles poden assolir els 45 cm de longitud total.

## Distribució geogràfica
Es troba al Mar Roig, Indonèsia, Mar del Corall i l'Illa Christmas.